# گشت شبانه (فیلم)
گشت شبانه (انگلیسی: Nightwatching) فیلمی دربارهٔ رامبرانت و تابلوی مشهور گشت شبانه (۱۶۴۲) است که در سال ۲۰۰۷ منتشر شد. کارگردان فیلم در این فیلم از ترکیب‌بندی نوکلاسیک خاص خود استفاده کرده‌است. این نخستین مجموعه فیلم بلند او دربارهٔ «استادان هلندی» است و فیلم بعدی‌اش خولتسیوس و پلیکان کامپنی بود. یکی از تهیه‌کنندگان فیلم معتقد است که گرینوی با این فیلم دوباره به سبک فیلم قرارداد نقشه‌کش بازگشت.

## بازیگران
- مارتین فریمن در نقش رامبرانت
- توبی جونز در خریت داو
- مایکل تیگن در نقش کارل فابریتیوس
- اوا برتیستل
- جودی می
- امیلی هولمز
- آگاتا بوزک
- کشیشتف پیه‌چینسکی
- آندژی سورین
- رافائو مور
- ماگدالنا گناتوفسکا
- ماچئی زاکوشچیلنی
- گراژینا بارشچفسکا
- آنیا آنتونوویچ
- ناتالی پرس
- فیونا اوشانسی
- ایدرین لوکیس
- مایکل کالکین
- کریستوفر بریتون